# گولوبینسکی
گولوبینسکی (انگلیسی: Golubinsky) یک شهرک در بخش آلکسیفسکی استان بلگورود کشور روسیه است.